# Maxime Grousset
Maxime Hugo Grousset (* 24. April 1999 in Nouméa) ist ein französischer Schwimmer. Bei Olympischen Spielen erschwamm er eine Bronzemedaille. Er gewann bis 2024 bei Weltmeisterschaften auf der 50-Meter-Bahn eine Goldmedaille, eine Silbermedaille und vier Bronzemedaillen und bei Europameisterschaften je zwei Gold- und Silbermedaillen.

## Sportliche Karriere
Grousset begann beim Schwimmverein CN Calédoniens, war dann von 2016 bis 2019 bei Amiens Metropole und trat ab 2021 für CS Clichy an.

### Vom Karrierebeginn bis 2021 mit der ersten Olympiateilnahme
Maxime Grousset nahm 2016 an den Junioren-Europameisterschaften teil und wurde Sechster mit der französischen 4-mal-100-Meter-Lagenstaffel. Im Jahr darauf wurde er mit der Lagenstaffel Vierter. Über 50 Meter Freistil und über 50 Meter Schmetterling wurde er jeweils Dritter. Zwei Monate später wurde er über 50 Meter Freistil Zweiter bei den Junioren-Weltmeisterschaften.
Seine erste internationale Medaille im Erwachsenenbereich gewann Grousset bei den Europameisterschaften 2018 in Glasgow. In der 4-mal-100-Meter-Mixed-Freistilstaffel erreichten Jérémy Stravius, Maxime Grousset, Margaux Fabre und Béryl Gastaldello das Finale mit der drittschnellsten Vorlaufzeit. Im Endlauf siegten Jérémy Stravius, Mehdy Metella, Marie Wattel und Charlotte Bonnet vor dem niederländischen Quartett. Alle sieben Beteiligten der französischen Staffel erhielten eine Goldmedaille. 2019 bei den Weltmeisterschaften in Gwangju schied Grousset über 50 Meter Freistil und über 50 Meter Schmetterling im Halbfinale aus. In der 4-mal-100-Meter-Mixed-Freistilstaffel schwammen im Vorlauf Clément Mignon, Maxime Grousset, Charlotte Bonnet und Beryl Gastaldello die viertschnellste Zeit. Hinter den Staffeln aus den Vereinigten Staaten und aus Australien erreichten im Finale Mignon, Metella, Bonnet und Wattel als Dritte das Ziel. Ende 2019 fanden in Glasgow die Kurzbahneuropameisterschaften 2019 statt. Grousset wurde Vierter über 100 Meter Freistil, lag dabei aber 0,19 Sekunden hinter dem Gewinner der Bronzemedaille. In der 4-mal-50-Meter-Mixed-Freistil-Staffel gewann die russische Mannschaft vor dem britischen Team. Dahinter schlugen Maxime Grousset, Florent Manaudou, Mélanie Henique und Beryl Gastaldello als Dritte an. Für ihren Vorlaufeinsatz erhielten auch Clément Mignon und Anna Santamans eine Bronzemedaille.
Wegen der COVID-19-Pandemie fanden 2020 keine internationalen Meisterschaften statt. Grousset gewann im Dezember seinen ersten französischen Meistertitel über 100 Meter Freistil. Im Mai 2021 wurden in Budapest die eigentlich für 2020 vorgesehenen Europameisterschaften nachgeholt. Grousset wurde Fünfter über 100 Meter Freistil und Siebter über 50 Meter Freistil. Die 4-mal-100-Meter-Lagenstaffel mit Yohann Ndoye-Brouard, Théo Bussiere, Mehdy Metella und Maxime Grousset erreichte den fünften Platz. Zwei Monate später fanden die ebenfalls aus dem Jahr 2020 verschobenen Olympischen Spiele in Tokio statt. In der 4-mal-100-Meter-Freistilstaffel schwammen Maxime Grousset, Florent Manaudou, Clément Mignon und Mehdy Metella auf den sechsten Platz mit etwa einer Sekunde Rückstand auf die zweitplatzierten Italiener, die ihrerseits mehr als eine Sekunde Rückstand auf die Olympiasieger aus den Vereinigten Staaten hatten. Über 100 Meter Freistil erreichte Grousset das Finale mit der achtschnellsten Zeit. Im Endlauf wurde er in 47,72 Sekunden Vierter mit 0,28 Sekunden Rückstand auf den drittplatzierten Russen Kliment Kolesnikow. Grousset trat auch über 50 Meter Freistil an und schwamm im Halbfinale die 12. Zeit. Ende 2021 bei den Kurzbahnweltmeisterschaften in Abu Dhabi wurde Grousset Sechster über 50 Meter Freistil und Fünfter über 100 Meter Freistil. Während die 4-mal-100-Meter-Lagenstaffel der Männer im Finale disqualifiziert wurde, belegte die 4-mal-50-Meter-Mixed-Freistilstaffel den sechsten Platz.

### 2022 bis 2024 mit dem Gewinn des Weltmeistertitels
Wegen der Verschiebung der für 2020 geplanten Meisterschaften nach 2021 wurden die für 2021 geplanten Meisterschaften nach 2022 verlegt. Zusammen mit den für 2022 regulären Meisterschaften führte dies 2022 zu einem sehr gedrängten Terminplan. Im Juni 2022 fanden die Weltmeisterschaften in Budapest statt. Über 50 Meter Schmetterling schied Grousset als Neunter des Halbfinales aus. Über 100 Meter Freistil erkämpfte Grousset die Silbermedaille mit 0,06 Sekunden Rückstand auf den Rumänen David Popovici. Über 50 Meter Freistil siegte der Brite Benjamin Proud vor Michael Andrew aus den Vereinigten Staaten. Grousset, der sich erst im Swim-Off für das Finale qualifiziert hatte, gewann die Bronzemedaille. Mit der Männer-Lagenstaffel belegte Grousset den fünften Platz. Anderthalb Monate später bei den Europameisterschaften in Rom wurde Grousset über 50 Meter Schmetterling Zweiter hinter dem Italiener Thomas Ceccon und vor dem Portugiesen Diogo Matos Ribeiro. Über 100 Meter Freistil belegte Grousset den vierten Platz. Es folgten der fünfte Platz über 50 Meter Freistil und der zweite Platz mit der Männer-Lagenstaffel in der Besetzung Yohann Ndoye Brouard, Antoine Viquérat, Clément Secchi und Maxime Grousset. Mewen Tomac und Charles Rihoux erhielten für ihren Vorlaufeinsatz ebenfalls Silber in der Lagenstaffel. Die 4-mal-100-Meter-Mixed-Freistilstaffel erreichte das Finale in der Aufstellung Hadrien Salvan, Charles Rihoux, Lucile Tessariol und Beryl Gastaldello. Im Endlauf siegten Maxime Grousset, Charles Rihoux, Charlotte Bonnet und Maria Wattel. Grousset, Gastaldello, Bonnet und Wattel hatten bereits vier Jahre zuvor zur siegreichen Mixed-Freistilstaffel gehört. Ende 2022 fanden in Melbourne die Kurzbahnweltmeisterschaften 2022 statt. Grousset schlug über 100 Meter Freistil als Zweiter hinter dem Australier Kyle Chalmers an. Über 50 Meter Freistil wurde Grousset Fünfter wie auch mit der 4-mal-50-Meter-Lagenstaffel der Männer. Schließlich wurde er Sechster über 200 Meter Freistil. In der 4-mal-50-Meter-Mixed-Freistilstaffel schwammen Maxime Grousset, Florent Manaudou, Beryl Gastaldello und Mélanie Henique in 1:27,33 Minuten einen neuen Weltrekord. Mary-Ambre Moluh erhielt eine Goldmedaille für ihren Vorlaufeinsatz.
Bei den Landesmeisterschaften 2023 wurde Grousset Sieger über 50 und 100 Meter Schmetterling sowie über 100 Meter Freistil. Über 50 Meter Freistil belegte er den zweiten Platz. Ende Juli 2023 bei den Weltmeisterschaften in Fukuoka siegte über 50 Meter Schmetterling Thomas Ceccon. 0,12 Sekunden dahinter gewann Diogo Matos Ribeiro die Silbermedaille mit 0,02 Sekunden vor Maxime Grousset und 0,04 Sekunden vor dem Briten Jacob Peters. Über 100 Meter Freistil gewann Kyle Chalmers vor Jack Alexy aus den Vereinigten Staaten und Maxime Grousset. 0,01 Sekunden hinter Grousset schlug der Chinese Pan Zhanle als Vierter an, 0,03 Sekunden hinter Grousset erreichte der Brite Matthew Richards das Ziel. Über 100 Meter Schmetterling war Grousset im Vorlauf Viertschnellster und im Halbfinale Zweitschnellster hinter Dare Rose aus den USA. Im Finale schwamm Grousset eine halbe Sekunde schneller als im Halbfinale und siegte vor dem Kanadier Josh Liendo und Dare Rose. Die 4-mal-100-Meter-Lagenstaffel mit Yohann Ndoye-Brouard, Léon Marchand, Maxime Grousset und Hadrien Salvan belegte den vierten Platz, wobei im Vorlauf Mewen Tomac eingesetzt worden war. Ende des Jahres bei den Kurzbahneuropameisterschaften in Otopeni wurde Grousset über 100 meter Schmetterling Zweiter hinter dem Schweizer Noè Ponti. Über 50 Meter Schmetterling siegte Ponti vor dem Ungarn Szebasztián Szabó, Grousset wurde Dritter mit 0,04 Sekunden Vorsprung auf den viertplatzierten Briten Jacob Peters. Über 100 Meter Freistil siegte Grousset mit 0,05 Sekunden vor dem Italiener Alessandro Miressi. Die 4-mal-50-Meter-Mixed-Freistilstaffel mit Grousset, Florent Manaudou, Charlotte Bonnet und Béryl Gastaldello erkämpfte die Bronzemedaille
Bei den Olympischen Spielen 2024 in Paris wurde Grousset Fünfter über 100 Meter Freistil mit 0,22 Sekunden Rückstand auf Bronze. Auch über 100 Meter Schmetterling schlug Grousset als Fünfter an, hier fehlten 0,30 Sekunden auf Bronze. Über 50 Meter Freistil erreichte er als 16. der Vorläufe gerade noch das Halbfinale. Nachdem er sich für das Finale qualifiziert hatte, zog er zurück. Die Lagenstaffel mit Yohann Ndoye-Brouard, Léon Marchand, Clément Secchi und Rafael Fente-Damers erreichte das Finale mit der schnellsten Vorlaufzeit. Im Endlauf schwammen Ndoye-Brouard, Marchand, Grousset und Florent Manaudou drei Sekunden schneller als dei Vorlaufstaffel. Damit wurden die Franzosen Dritte hinter dem Chinesen und dem US-Team, das 0,37 Sekunden vor den Franzosen anschlug.